# ذكاة
الذكاة لغةً التطيب أو إتمام الشيء ومنه رائحة ذكية أي طيبة، واصطلاحاً في الفقه الإسلامي هي: السبب أو الطريقة الموصل لأكل الحيوان المباح. وتسمى العملية تذكية الذبيحة وسميت كذلك لأن الإباحة الشرعية جعلت الذبيحة طيبة، فالحيوان الذي يحل أكله لا يجوز أكل شيء منه إلا بالتذكية ما عدا السمك والجراد. ولا تنطبق إلا على الذبيحة المباحة أصلاً.

## طرق التذكية
تشمل التذكية الطرق التالية:
- الذبح: وهو قطع الحلقوم والودجين والمريء بالعرض، وهذا هو الأفضل في البقر والغنم
- والصيد: وهو إزهاق روح حيوان بري متوحش بإرسال سهم أو كلب صيد أو طائر صيد أو رصاص أو نحوه (مع التسمية)، وهذا للحيوان الممتنع الذي لا يقدر عليه، كأن يكون طائراً أو سريعاً، فإن لم يكن ممتنعا فلا يجوز تذكيته بالصيد. ويشترط أن يكون حلالا أصلا ولا مالك له، فإنه لا يجوز صيد ما كان مملوكاً للغير
- والنحر: وهو الطعن عمودياً على رقبة الذبيحة في لبتها (أعلى الصدر وتحت العنق)، وهذا هو الأفضل في الإبل
- والعقر: وهي جرح الحيوان في أي موقع وقع من البدن برميه بسهم أو غيره، ويستعمله الفقهاء للحيوان غير المقدور عليه

## شروطها
شروط صحة التذكية هي:
- شرط الفاعل: أن يكون عاقلاً (على خلاف بين الفقهاء على جواز ذبح المجنون) مميزاً (على اختلاف الفقهاء في تعريف التمييز) قاصداً للذبح (على خلاف عند الشافعية)
- شرط الآلة: أن تكون حادة تنهر الدم من حجر وقصب (البوص) وخشب وزجاج وعظم غير السن والظفر (مع خلاف على الظفر)
- شرط الفعل: قطع الحلقوم والودجين أوبعض كل منهما، ويفضل قطع المريء أو بعضه أيضاً. وروي عن الإمام أحمد أنه يشترط قطع الودجين. والودجان هما عرقان يحيطان بالمريء.
- شرط الذبيحة: أن تكون حية عند التذكية، ويحل ذبح ما أصابه سبب الموت.

## وصلات خارجية
- أبو ذر القلموني (12 ذي القعدة 1426، 4 نوفمبر 2005). "أحكام التذكية والذبح والأضحية". موقع طريق السلف. مؤرشف من الأصل (MP3) في 2010-05-31. {{استشهاد ويب}}: تحقق من التاريخ في: |تاريخ= (مساعدة) وروابط خارجية في |ناشر= (مساعدة)
- "التذكية". موسوعة الفتاوى. موقع إسلام ويب. مؤرشف من الأصل في 2020-03-05. {{استشهاد ويب}}: روابط خارجية في |ناشر= (مساعدة)
- "أحكام التذكية". موقع الإسلام سؤال وجواب. مؤرشف من الأصل في 2013-10-03. {{استشهاد ويب}}: روابط خارجية في |ناشر= (مساعدة)